# Нећавце
Нећавце (алб. Neçavcë) је насеље у општини Качаник, Косово и Метохија, Република Србија.

## Становништво
| Демографија | Демографија | Демографија |
| Година      | Становника  | Становника  |
| ----------- | ----------- | ----------- |
| 1948.       | 119         |             |
| 1953.       | 124         |             |
| 1961.       | 160         |             |
| 1971.       | 58          |             |
| 1981.       | 25          |             |
| 1991.       | 78          |             |
| 2011.       | 110         |             |